# Dunfermline Palace
Dunfermline Palace is de ruïne van een koninklijk paleis in de Schotse regio Fife. Het ontstond in de zestiende eeuw vanuit het hospitium van Dunfermline Abbey.

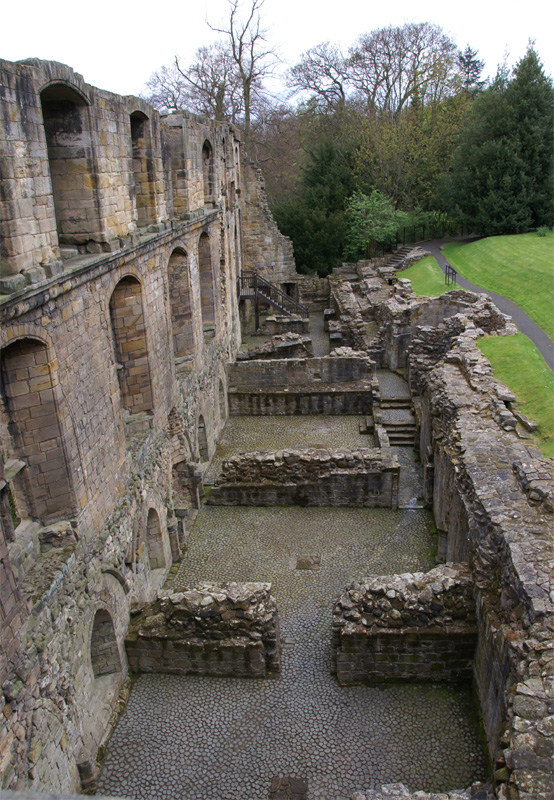
Dunfermline Palace vanuit het oosten (vanuit het poortgebouw)

## Geschiedenis
Dunfermline Abbey werd gebouwd in de twaalfde eeuw door David I, die al gebruik maakte van het hospitium van de abdij. Het hospitium is vermoedelijk gebouwd in dezelfde tijd als de refter, namelijk in het begin van de veertiende eeuw. David II (1324) en Jacobus I (1394) werden er geboren. De latere koningen brachten wel af en toe wijzigingen aan; zo liet Jacobus V in de jaren dertig van de zestiende eeuw het wapen van zichzelf en zijn koningin Maria van Guise aanbrengen. Het was pas na de Reformatie in 1560 dat het gasthuis werd omgebouwd tot een volwaardig paleis.
In 1589 gaf Jacobus VI het paleis als bruidsgift aan Anna van Denemarken.
Drie van hun kinderen werden geboren in het paleis, namelijk Elizabeth Stuart (1596), Karel I van Engeland (1600) en Robert Stuart, hertog van Kintyre (1602).
Anna liet haar master of works, William Schaw het paleis aanpassen. Hij bracht rechthoekige ramen aan op de eerste verdieping en het westelijke deel werd vrijwel geheel verbouwd. De westelijke vleugel van het klooster werd verbonden met het paleis. Ten westen van de abdijkerk bouwde hij het Queen's House, een gebouw met onder andere twee hallen en een eetkamer. Dit gebouw werd in 1797 afgebroken.
In 1603 kwam Jacobus VI van Schotland aan de macht, die tevens Jacobus I van Engeland werd. Jacobus VI verplaatste het Schotse hof naar Londen. In 1633 zou Karel I van Engeland het paleis, waar hij in 1600 geboren was, komen bezoeken na zijn kroning tot koning van Schotland; restauraties werden uitgevoerd maar Karel I bezocht het paleis niet. In 1650 verbleef Karel II van Engeland in Dunfermline Palace voor de Slag van Pitreavie.
Tijdens het regime van Oliver Cromwell werd het paleis verlaten en in 1708 was het paleis dakloos.

## Bouw
Het hospitium van Dunfermline Abbey lag aan de zuidwestelijke zijde van het kloosterterrein en was via het poortgebouw Pends Gate verbonden aan de zuidvleugel van het klooster. Ook de keukens lagen in deze zuidvleugel en bedienden zowel de refter van de monniken als het gasthuis.
Later werd het hospitium omgebouwd tot een volwaardig paleis. Oorspronkelijk was het gasthuis een gebouw van twee verdiepingen, waarvan de onderste verdieping diende als opslagruimte. Op het einde van de zestiende eeuw telde het gebouw drie verdiepingen. In de eenentwintigste eeuw staat enkel de zuidelijke muur van het paleis met grote rechthoekige ramen nog overeind.

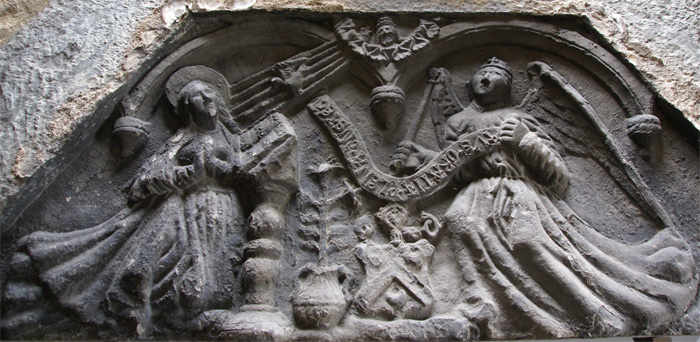
Steenversiering: de Maria-Boodschap

Van de stenen versieringen is onder andere een Maria-Boodschap-steen, waarop de aartsengel Gabriël is afgebeeld die de geboorte van Jezus aankondigt aan de Maagd Maria, bewaard gebleven. Deze steen versierde ooit een oriel-raam en is tentoongesteld in het museum bij het paleis.

## Beheer
Dunfermline Palace wordt beheerd door Historic Environment Scotland, net als het nabijgelegen Dunfermline Abbey.

## Bron
- R. Fawcett, Dunfermline Abbey & Palace, third edition (2004), Historic Scotland, ISBN 1-903570-95-6